# Torrinha
Torrinha es un municipio brasileño del estado de São Paulo. Se localiza a una latitud 22º25'34" sur y a una longitud 48º10'09" oeste, estando a una altitud de 802 metros. Su población estimada en 2008 era de 9.245 habitantes, según datos del IBGE.

## Geografía
Posee un área de 312.366 km².

### Hidrografía
- Arroyo Pinheirinho o Río de la Cascada

Todos los ríos y arroyos que atraviesan el municipio tienen su naciente dentro del propio municipio.

### Carreteras
- SP-197 Carretera Dr Américo Piva (Brotas - Torrinha)
- SP-304 Carretera Diputado Amauri Barroso de Sousa (Jaú hasta Torrinha)
- SP-304 Sin Nombre (Torrinha - Santa Maria de la Sierra)
- Ruta vecinal Cezarino Mariano que une Torrinha al Barrio Paraíso.

## Administración
- Prefecto: Thiago Rodrigo Rochite (2009/2012)
- Viceprefecto: José Abdala Cury
- Presidente de la cámara: Virgilio Clemente da Silva (2011/2012)

## Religión
El Cristianismo está presente en la ciudad de la siguiente manera:

### Iglesia Católica
La iglesia católica del municipio forma parte de la Diócesis de São Carlos.

### Iglesia Protestante
En la ciudad están presentes las más diversas creencias evangélicas, principalmente pentecostales, incluidas las Asambleas de Dios de Brasil (la iglesia evangélica más grande del país), Congregación Cristiana, entre otras. Estas denominaciones están creciendo cada vez más en todo Brasil.